# Fußball-Europameisterschaft 2016/Gruppe D
| Pl. | Land       | Sp. | S | U | N | Tore    | Diff. | Punkte |
| --- | ---------- | --- | - | - | - | ------- | ----- | ------ |
| 1.  | Kroatien   | 3   | 2 | 1 | 0 | 005:300 | +2    | 07     |
| 2.  | Spanien    | 3   | 2 | 0 | 1 | 005:200 | +3    | 06     |
| 3.  | Türkei     | 3   | 1 | 0 | 2 | 002:400 | −2    | 03     |
| 4.  | Tschechien | 3   | 0 | 1 | 2 | 002:500 | −3    | 01     |

Gruppe D der Fußball-Europameisterschaft 2016:

## Türkei – Kroatien 0:1 (0:1)
| Türkei                                                 | Türkei | Kroatien | Kroatien | Aufstellung                       |
| ------------------------------------------------------ | --- | --- | -------- | --------------------------------- |
| Türkei                                                 | \| 1. Spieltag \| \| 12. Juni 2016 um 15:00 Uhr in Paris (Parc des Princes) \| \| Zuschauer: 43.842 \| \| Schiedsrichter: Jonas Eriksson ( Schweden) \| \| Spielbericht \|                                                              | \| 1. Spieltag \| \| 12. Juni 2016 um 15:00 Uhr in Paris (Parc des Princes) \| \| Zuschauer: 43.842 \| \| Schiedsrichter: Jonas Eriksson ( Schweden) \| \| Spielbericht \|                                                                                           | Kroatien | Aufstellung Türkei gegen Kroatien |
| Türkei                                                 | Volkan Babacan – Gökhan Gönül, Mehmet Topal, Hakan Balta, Caner Erkin – Ozan Tufan, Selçuk İnan, Oğuzhan Özyakup (46. Volkan Şen), Hakan Çalhanoğlu, Arda Turan (65. Burak Yılmaz) – Cenk Tosun (69. Emre Mor) Cheftrainer: Fatih Terim | Danijel Subašić – Darijo Srna , Vedran Ćorluka, Domagoj Vida, Ivan Strinić – Luka Modrić, Milan Badelj – Marcelo Brozović, Ivan Rakitić (90. Gordon Schildenfeld), Ivan Perišić (87. Andrej Kramarić) – Mario Mandžukić (90.+3′ Marko Pjaca) Cheftrainer: Ante Čačić | Kroatien | Aufstellung Türkei gegen Kroatien |
| Türkei                                                 | 0:1 Modrić (41.) | | Kroatien | Aufstellung Türkei gegen Kroatien |
| Türkei                                                 | Tosun (23.), Balta (52.), Şen (90.+1′) | Strinić (79.) | Kroatien | Aufstellung Türkei gegen Kroatien |
| Türkei                                                 | Spieler des Spiels: Luka Modrić (Kroatien) | | Kroatien | Aufstellung Türkei gegen Kroatien |
| 1. Spieltag                                            | | |          |                                   |
| 12. Juni 2016 um 15:00 Uhr in Paris (Parc des Princes) | | |          |                                   |
| Zuschauer: 43.842                                      | | |          |                                   |
| Schiedsrichter: Jonas Eriksson ( Schweden)             | | |          |                                   |
| Spielbericht                                           | | |          |                                   |

Ozan Tufan vergab die einzige türkische Großchance im gesamten Spiel, als er in der 29. Minute Subašić anköpfte. Die ansonsten dominierenden Kroaten gingen noch vor der Pause durch einen Fernschuss von Modrić in Führung. In der zweiten Halbzeit gelang Kroatien trotz zahlreicher sehr guter Gelegenheiten kein Tor mehr. Das Spiel wurde vom Tod des Vaters von Darijo Srna überschattet, der während des Spiels starb.

## Spanien – Tschechien 1:0 (0:0)
| Spanien                                                      | Spanien | Tschechien | Tschechien | Aufstellung                          |
| ------------------------------------------------------------ | --- | --- | ---------- | ------------------------------------ |
| Spanien                                                      | \| 1. Spieltag \| \| 13. Juni 2016 um 15:00 Uhr in Toulouse (Stadium de Toulouse) \| \| Zuschauer: 29.400 \| \| Schiedsrichter: Szymon Marciniak ( Polen) \| \| Spielbericht \|                                                    | \| 1. Spieltag \| \| 13. Juni 2016 um 15:00 Uhr in Toulouse (Stadium de Toulouse) \| \| Zuschauer: 29.400 \| \| Schiedsrichter: Szymon Marciniak ( Polen) \| \| Spielbericht \|                                                                                   | Tschechien | Aufstellung Spanien gegen Tschechien |
| Spanien                                                      | David de Gea – Juanfran, Gerard Piqué, Sergio Ramos , Jordi Alba – Cesc Fàbregas (70. Thiago), Sergio Busquets, Andrés Iniesta – David Silva, Álvaro Morata (63. Aritz Aduriz), Nolito (82. Pedro) Cheftrainer: Vicente del Bosque | Petr Čech – Pavel Kadeřábek, Tomáš Sivok, Roman Hubník, David Limberský – Vladimír Darida, Jaroslav Plašil, Theodor Gebre Selassie (86. Josef Šural), Tomáš Rosický (88. David Pavelka), Ladislav Krejčí – Tomáš Necid (75. David Lafata) Cheftrainer: Pavel Vrba | Tschechien | Aufstellung Spanien gegen Tschechien |
| Spanien                                                      | 1:0 Piqué (87.) | | Tschechien | Aufstellung Spanien gegen Tschechien |
| Spanien                                                      | Limberský (61.) | | Tschechien | Aufstellung Spanien gegen Tschechien |
| Spanien                                                      | 100. Länderspiel von David Silva | | Tschechien | Aufstellung Spanien gegen Tschechien |
| Spanien                                                      | Spieler des Spiels: Andrés Iniesta (Spanien) | | Tschechien | Aufstellung Spanien gegen Tschechien |
| 1. Spieltag                                                  | | |            |                                      |
| 13. Juni 2016 um 15:00 Uhr in Toulouse (Stadium de Toulouse) | | |            |                                      |
| Zuschauer: 29.400                                            | | |            |                                      |
| Schiedsrichter: Szymon Marciniak ( Polen)                    | | |            |                                      |
| Spielbericht                                                 | | |            |                                      |

Spanien war zwar während des gesamten Spiels die überlegene Mannschaft, fand aber gegen die sehr defensiv eingestellten Tschechen lange Zeit kein Mittel. Erst in der Schlussphase köpfte Piqué eine Flanke von Iniesta zum Siegtreffer ein. Spanien war damit der vierte Titelverteidiger nach der Sowjetunion (1964), Deutschland (1976) und Frankreich (2004), der sein Auftaktspiel gewann.

## Tschechien – Kroatien 2:2 (0:1)
| Tschechien                                                            | Tschechien | Kroatien | Kroatien | Aufstellung                           |
| --------------------------------------------------------------------- | --- | --- | -------- | ------------------------------------- |
| Tschechien                                                            | \| 2. Spieltag \| \| 17. Juni 2016 um 18:00 Uhr in Saint-Étienne (Stade Geoffroy-Guichard) \| \| Zuschauer: 38.376 \| \| Schiedsrichter: Mark Clattenburg ( England) \| \| Spielbericht \|                                                             | \| 2. Spieltag \| \| 17. Juni 2016 um 18:00 Uhr in Saint-Étienne (Stade Geoffroy-Guichard) \| \| Zuschauer: 38.376 \| \| Schiedsrichter: Mark Clattenburg ( England) \| \| Spielbericht \|                                                                              | Kroatien | Aufstellung Tschechien gegen Kroatien |
| Tschechien                                                            | Petr Čech – Pavel Kadeřábek, Roman Hubník, Tomáš Sivok, David Limberský – Jaroslav Plašil (86. Tomáš Necid) – Tomáš Rosický , Jiří Skalák (67. Josef Šural), Ladislav Krejčí, Vladimír Darida – David Lafata (67. Milan Škoda) Cheftrainer: Pavel Vrba | Danijel Subašić – Darijo Srna , Vedran Ćorluka, Domagoj Vida, Ivan Strinić (90.+8′ Šime Vrsaljko) – Milan Badelj, Luka Modrić (62. Mateo Kovačić) – Marcelo Brozović, Ivan Rakitić (90.+7′ Gordon Schildenfeld), Ivan Perišić – Mario Mandžukić Cheftrainer: Ante Čačić | Kroatien | Aufstellung Tschechien gegen Kroatien |
| Tschechien                                                            | 1:2 Škoda (75.) 2:2 Necid (90.+4′, Handelfmeter) | 0:1 Perišić (37.) 0:2 Rakitić (59.) | Kroatien | Aufstellung Tschechien gegen Kroatien |
| Tschechien                                                            | Sivok (72.) | Badelj (14.), Brozović (74.), Vida (90.+3′) | Kroatien | Aufstellung Tschechien gegen Kroatien |
| Tschechien                                                            | Spieler des Spiels: Ivan Rakitić (Kroatien) | | Kroatien | Aufstellung Tschechien gegen Kroatien |
| 2. Spieltag                                                           | | |          |                                       |
| 17. Juni 2016 um 18:00 Uhr in Saint-Étienne (Stade Geoffroy-Guichard) | | |          |                                       |
| Zuschauer: 38.376                                                     | | |          |                                       |
| Schiedsrichter: Mark Clattenburg ( England)                           | | |          |                                       |
| Spielbericht                                                          | | |          |                                       |

Die Partie wurde in der 86. Minute für etwa fünf Minuten unterbrochen, nachdem Feuerwerkskörper aus dem kroatischen Fanblock auf den Platz geworfen wurden und es innerhalb diesem zu Ausschreitungen gekommen war. Ein Ordner und Ivan Perišić wurden durch einen explodierenden Böller leicht verletzt.

## Spanien – Türkei 3:0 (2:0)
| Spanien                                             | Spanien | Türkei | Türkei | Aufstellung                      |
| --------------------------------------------------- | --- | --- | ------ | -------------------------------- |
| Spanien                                             | \| 2. Spieltag \| \| 17. Juni 2016 um 21:00 Uhr in Nizza (Stade de Nice) \| \| Zuschauer: 33.409 \| \| Schiedsrichter: Milorad Mažić ( Serbien) \| \| Spielbericht \|                                                                         | \| 2. Spieltag \| \| 17. Juni 2016 um 21:00 Uhr in Nizza (Stade de Nice) \| \| Zuschauer: 33.409 \| \| Schiedsrichter: Milorad Mažić ( Serbien) \| \| Spielbericht \|                                                                       | Türkei | Aufstellung Spanien gegen Türkei |
| Spanien                                             | David de Gea – Juanfran, Gerard Piqué, Sergio Ramos , Jordi Alba (81. César Azpilicueta) – Cesc Fàbregas (71. Koke), Sergio Busquets, Andrés Iniesta – David Silva (64. Bruno Soriano), Álvaro Morata, Nolito Cheftrainer: Vicente del Bosque | Volkan Babacan – Gökhan Gönül, Mehmet Topal, Hakan Balta, Caner Erkin – Ozan Tufan, Selçuk İnan (70. Yunus Malli), Oğuzhan Özyakup (62. Olcay Şahan) – Hakan Çalhanoğlu (46. Nuri Şahin), Burak Yılmaz, Arda Turan Cheftrainer: Fatih Terim | Türkei | Aufstellung Spanien gegen Türkei |
| Spanien                                             | 1:0 Morata (34.) 2:0 Nolito (37.) 3:0 Morata (48.) | | Türkei | Aufstellung Spanien gegen Türkei |
| Spanien                                             | Ramos (2.) | Yılmaz (9.), Tufan (41.) | Türkei | Aufstellung Spanien gegen Türkei |
| Spanien                                             | Spieler des Spiels: Andrés Iniesta (Spanien) | | Türkei | Aufstellung Spanien gegen Türkei |
| 2. Spieltag                                         | | |        |                                  |
| 17. Juni 2016 um 21:00 Uhr in Nizza (Stade de Nice) | | |        |                                  |
| Zuschauer: 33.409                                   | | |        |                                  |
| Schiedsrichter: Milorad Mažić ( Serbien)            | | |        |                                  |
| Spielbericht                                        | | |        |                                  |

Spanien war damit der erste Titelverteidiger, der sowohl das Auftaktspiel als auch das zweite Spiel gewann.

## Kroatien – Spanien 2:1 (1:1)
| Kroatien                                                   | Kroatien | Spanien | Spanien | Aufstellung                        |
| ---------------------------------------------------------- | --- | --- | ------- | ---------------------------------- |
| Kroatien                                                   | \| 3. Spieltag \| \| 21. Juni 2016 um 21:00 Uhr in Bordeaux (Stade de Bordeaux) \| \| Zuschauer: 37.245 \| \| Schiedsrichter: Björn Kuipers ( Niederlande) \| \| Spielbericht \|                                                                      | \| 3. Spieltag \| \| 21. Juni 2016 um 21:00 Uhr in Bordeaux (Stade de Bordeaux) \| \| Zuschauer: 37.245 \| \| Schiedsrichter: Björn Kuipers ( Niederlande) \| \| Spielbericht \|                                                           | Spanien | Aufstellung Kroatien gegen Spanien |
| Kroatien                                                   | Danijel Subašić – Darijo Srna , Vedran Ćorluka, Tin Jedvaj, Šime Vrsaljko – Marko Rog (82. Mateo Kovačić), Milan Badelj – Ivan Perišić (90.+4′ Andrej Kramarić), Ivan Rakitić, Marko Pjaca (90.+2′ Duje Čop) – Nikola Kalinić Cheftrainer: Ante Čačić | David de Gea – Juanfran, Gerard Piqué, Sergio Ramos , Jordi Alba – Cesc Fàbregas (84. Thiago), Sergio Busquets, Andrés Iniesta – David Silva, Álvaro Morata (67. Aritz Aduriz), Nolito (60. Bruno Soriano) Cheftrainer: Vicente del Bosque | Spanien | Aufstellung Kroatien gegen Spanien |
| Kroatien                                                   | 1:1 Kalinić (45.) 2:1 Perišić (87.) | 0:1 Morata (7.) | Spanien | Aufstellung Kroatien gegen Spanien |
| Kroatien                                                   | Rog (29.), Vrsaljko (70.), Srna (70.), Perišić (88.) | | Spanien | Aufstellung Kroatien gegen Spanien |
| Kroatien                                                   | Subašić hält einen Elfmeter von Ramos (72.) | | Spanien | Aufstellung Kroatien gegen Spanien |
| Kroatien                                                   | Spieler des Spiels: Ivan Perišić (Kroatien) | | Spanien | Aufstellung Kroatien gegen Spanien |
| 3. Spieltag                                                | | |         |                                    |
| 21. Juni 2016 um 21:00 Uhr in Bordeaux (Stade de Bordeaux) | | |         |                                    |
| Zuschauer: 37.245                                          | | |         |                                    |
| Schiedsrichter: Björn Kuipers ( Niederlande)               | | |         |                                    |
| Spielbericht                                               | | |         |                                    |

## Tschechien – Türkei 0:2 (0:1)
| Tschechien                                                  | Tschechien | Türkei | Türkei | Aufstellung                         |
| ----------------------------------------------------------- | --- | --- | ------ | ----------------------------------- |
| Tschechien                                                  | \| 3. Spieltag \| \| 21. Juni 2016 um 21:00 Uhr in Lens (Stade Bollaert-Delelis) \| \| Zuschauer: 32.836 \| \| Schiedsrichter: William Collum ( Schottland) \| \| Spielbericht \|                                                                   | \| 3. Spieltag \| \| 21. Juni 2016 um 21:00 Uhr in Lens (Stade Bollaert-Delelis) \| \| Zuschauer: 32.836 \| \| Schiedsrichter: William Collum ( Schottland) \| \| Spielbericht \|                                                       | Türkei | Aufstellung Tschechien gegen Türkei |
| Tschechien                                                  | Petr Čech – Pavel Kadeřábek, Tomáš Sivok, Roman Hubník, Daniel Pudil – David Pavelka (57. Milan Škoda), Vladimír Darida, Jaroslav Plašil (90. Daniel Kolář) – Bořek Dočkal (71. Josef Šural), Ladislav Krejčí – Tomáš Necid Cheftrainer: Pavel Vrba | Volkan Babacan – Gökhan Gönül, Mehmet Topal, Hakan Balta, İsmail Köybaşı – Ozan Tufan, Selçuk İnan – Emre Mor (69. Olcay Şahan), Arda Turan , Volkan Şen (61. Oğuzhan Özyakup) – Burak Yılmaz (90. Cenk Tosun) Cheftrainer: Fatih Terim | Türkei | Aufstellung Tschechien gegen Türkei |
| Tschechien                                                  | 0:1 Yılmaz (10.) 0:2 Tufan (65.) | | Türkei | Aufstellung Tschechien gegen Türkei |
| Tschechien                                                  | Plašil (36.), Pavelka (39.), Šural (87.) | Köybaşı (35.), Balta (50.) | Türkei | Aufstellung Tschechien gegen Türkei |
| Tschechien                                                  | Spieler des Spiels: Burak Yılmaz (Türkei) | | Türkei | Aufstellung Tschechien gegen Türkei |
| 3. Spieltag                                                 | | |        |                                     |
| 21. Juni 2016 um 21:00 Uhr in Lens (Stade Bollaert-Delelis) | | |        |                                     |
| Zuschauer: 32.836                                           | | |        |                                     |
| Schiedsrichter: William Collum ( Schottland)                | | |        |                                     |
| Spielbericht                                                | | |        |                                     |